# Марія-Жоель Конжунго
Марія-Жоель Конжунго (фр. Maria-Joëlle Conjungo; 14 липня 1975) — центральноафриканська легкоатлетка, спеціалізувався в бар'єрному бігу. Учасниця двох Олімпійських ігор, призер чемпіонату Африки.

## Кар'єра
На міжнародній арені Марія-Жоель Конжунго дебютувала в 1998 році, коли пробилася у фінал бігу на 100 метрів з бар'єрами на чемпіонаті Африки в Дакарі. Там вона стала п'ятою і залишилася без медалей. У 1999 році дебютувала на першості світу, де в попередньому забігу показала час 13,89 і стала 38-ю, обійшовши лише двох спортсменок із Монако та Албанії.
У 2000 році Конжунго стала бронзовим призером чемпіонату Африки у бар'єрному спринті, ставши першою представницею ЦАР, яка завоювала медаль африканського першості. На цьому ж чемпіонаті її брат Мікаель став срібним призером у метанні диска. Брат і сестра Конжунго є єдиними призерами чемпіонату Африки від ЦАР станом на 2019 рік. Також у 2000 році Марія-Жоель дебютувала на Олімпійських іграх, де з результатом 13,95 посіла передостаннє місце у кваліфікаційному забігу (випередивши бігунку з Аргентини) і не змогла пробитися в наступний раунд змагань.
У 2003 році Конжунго зупинилася за крок від медалі Всеафриканских ігор, ставши четвертою, а через рік, на Олімпіаді в Афінах, завершила боротьбу після першого раунду, показавши час 14,24 і ставши єдиною учасницею, яка пробігла дистанцію повільніше 14 секунд.
Завершила спортивну кар'єру в 2006 році.